# Darko Stevanović
Darko Stevanović (serbisch-kyrillisch Дарко Стевановић; * 3. Januar 1997 in Lazarevac, BR Jugoslawien) ist ein serbischer Handballspieler.

## Karriere

### Verein
Der 1,96 m große linke Rückraumspieler spielte in Serbien für den RK Partizan Belgrad, mit dem er am EHF Challenge Cup teilnahm. In der Saison 2019/20 lief er in Ungarn für Balatonfüredi KSE und später für Eger-Eszterházy SzSE auf. Anschließend unterschrieb er im Katar beim al-Arabi SC, mit dem er die katarische Meisterschaft gewann. Nach einer Station bei Al-Wehda in Saudi-Arabien kehrte er 2022 nach Europa zurück und spielte in Belarus für Brest GK Meschkow. Seit 2023 läuft er für den nordmazedonischen Erstligisten RK Eurofarm Pelister auf.

### Nationalmannschaft
Mit der serbischen A-Nationalmannschaft belegte Darko Stevanović den 12. Platz bei der Europameisterschaft 2018, dabei blieb er in zwei Einsätzen ohne Torerfolg. Bisher bestritt er mindestens fünf Länderspiele, in denen er fünf Tore erzielte.